# 出田節子
出田 節子（いでた せつこ、1942年 - ）は、画家でシュルレアリスムの巨匠であるバルテュスの夫人。本人も画家である。出田節子は日本名で、現在の本名は、セツコ・クロソフスカ＝ド＝ローラ（Setsuko Klossowska de Rola）である。

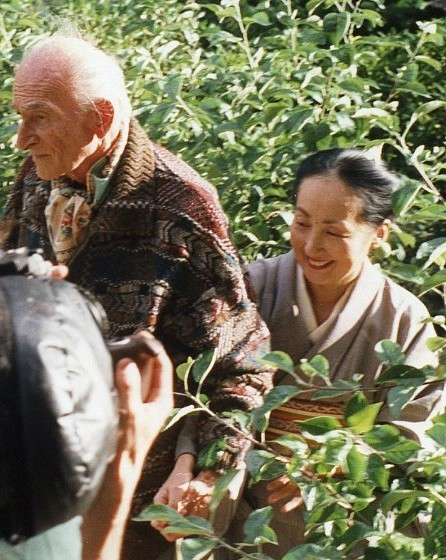
バルテュスと節子

## 経歴
東京都の出身で、森村学園高等部を卒業。上智大学外国語学部フランス語学科に在学中の20歳の時、来日中のバルテュスと出会い、大学を中退して1967年に結婚した。バルテュスより34歳年下である。
アカデミー・ド・フランスの館長を務めるバルテュスを支え、ローマで15年間暮らす。1977年、スイスのグラン・シャレに移り住む。2001年に夫と死別し、2002年にバルテュス財団を発足させた。2005年、ユネスコ平和芸術家に任命される。
勝新太郎、中村玉緒夫妻とはバルテュスが「座頭市」のファンだった関係で自宅に招くなど､交遊関係があり、二人の夫なき後も親好は続いている。
1973年に誕生した娘の春美（ハルミ・クロソフスカ＝ド＝ローラ、ジュエリーデザイナー）がいる。

## 著書
- 節子・クロソフスカ・ド・ローラ・夏目典子共著『バルテュスの優雅な生活 (とんぼの本)』2005年新潮社ISBN 978-4106021350
- 節子・クロソフスカ・ド・ローラ著『動物裁判　節子の絵物語』画家節子としての初の絵本静山社 2012年ISBN 978-4863891555
- 節子・クロソフスカ・ド・ローラ・夏目典子共著『ド・ローラ節子が語るバルテュス 猫とアトリエ』 NHK出版、2014年ISBN 978-4140816356